# Двадцать третья поправка к Конституции США

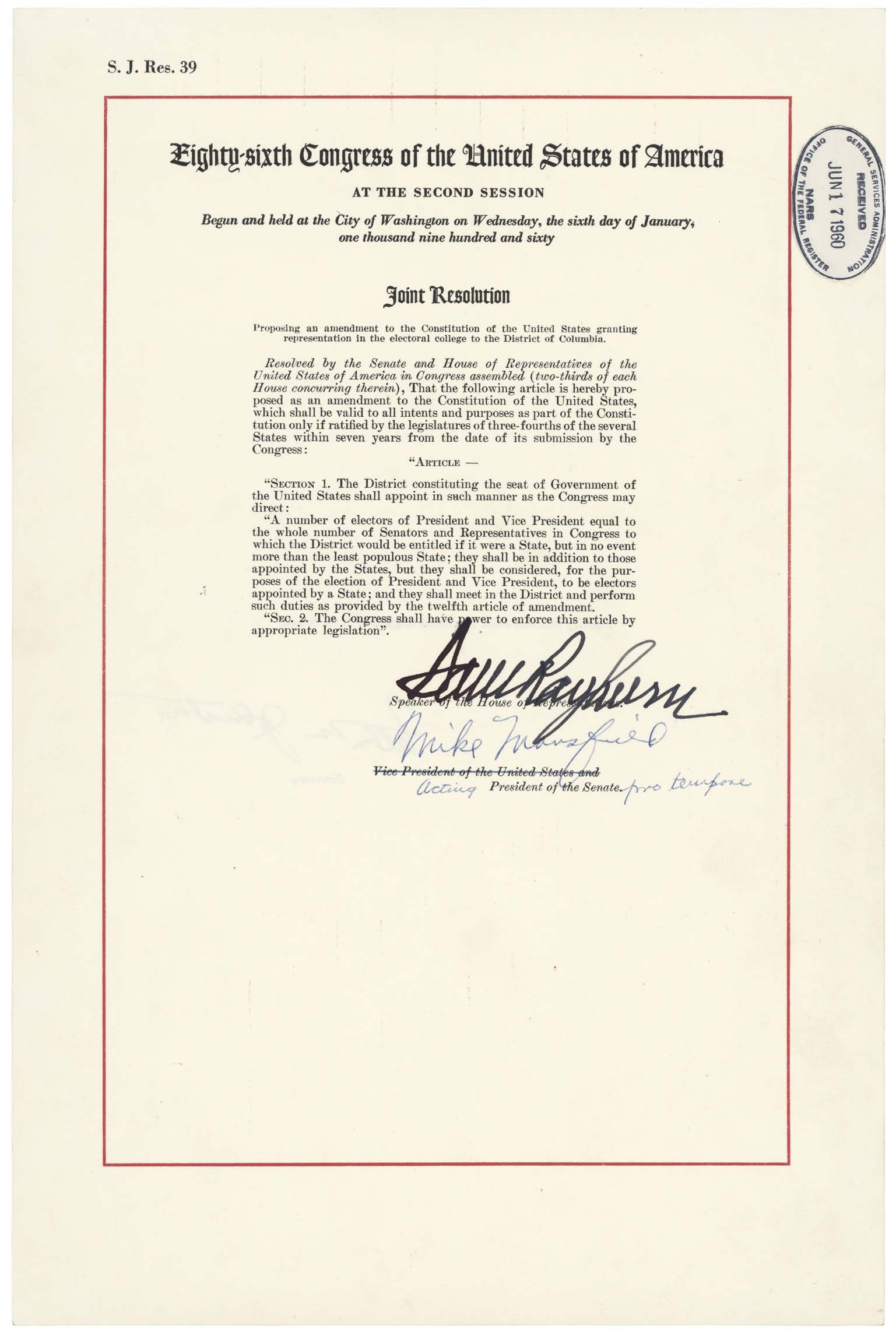
Двадцать третья поправка к Конституции США

Двадцать третья поправка к Конституции США устанавливает способ назначения выборщиков в федеральном столичном округе (Вашингтон, округ Колумбия) при выборах Президента и Вице-президента США. Предложена Конгрессом США 16 июня 1960 года. Ратифицирована достаточным количеством штатов 29 марта 1961 года.

## Текст поправки
Раздел 1. Округ, являющийся местом пребывания правительства Соединённых Штатов, назначает в порядке, установленном Конгрессом, столько выборщиков Президента и Вице-президента, сколько сенаторов и представителей в Конгрессе округ мог бы избрать, если бы он был штатом, но ни в коем случае не в большем числе, чем от наименее населенного штата; выборщики назначаются в
дополнение к тем, которые назначаются штатами, и рассматриваются при выборах Президента как выборщики, назначенные от штата; выборщики собираются в округе и выполняют те обязанности, которые установлены Поправкой XII.

Раздел 2. Конгресс имеет право обеспечивать исполнение настоящей статьи посредством принятия соответствующего законодательства.Оригинальный текст (англ.)SECTIONS 1 AND 2. The District constituting the seat of Government of the United States shall appoint in such manner as the Congress may direct: A number of electors of President and Vice President equal to the whole number of Senators and Representatives in Congress to which the District would be entitled if it were a State, but in no event more than the least populous State; they shall be in addition to those appointed by the States, but they shall be considered, for the purposes of the election of President and
Vice President, to be electors appointed by a State; and they shall meet in the District and perform such duties as provided by the twelfth article of amendment. The Congress shall have power to enforce this article by appropriate legislation— 

## Принятие

Ратифицировали поправку в 1960–1961 гг.
Ратифицировали поправку после ее вступления в силу
Отклонили поправку
Не предпринято никаких действий

В 1959 году проект поправки внесен сенатором штата Теннесси Эстесом Кефаувером и звучал как предоставление губернаторам права заполнять вакансии в Палате представителей «в любую дату, когда общее количество вакансий ... превышает половину утвержденного членства». Одновременно поданы предложения поправок к Конституции США о запрете ограничения избирательных прав ввиду неуплаты налога (внесена Спессардом Холландом) и предложением Кеннета Китинга гарантировать штату Колумбия права на президентских выборах и наличие делегатов без права голоса в Палате Представителей. Все три предложения направлены в Палату представителей, где Эмануэль Целлер предложил другое прочтение текста поправки, который в дальнейшем принят без изменений, однако подвергался критике как слишком ограниченный, узкий. На что Целлер парировал что данная поправка с большей вероятностью будет ратифицирована, и он отдельно поддержит предложенную поправку  Холланда (в дальнейшем принятую как XXIV поправка). Палата представителей проголосовала за принятие поправки 14 июня 1960 года, Сенат согласился с принятием поправки голосованием 16 июня 1960 года. Поправка ратифицирована в течение 9 месяцев. 29 марта 1961 года Канзас и Огайо ратифицировали поправку, и число ратифицировавших штатов достигло 38 (3/4 от общего количества), чего было достаточно для ратификации. Нью-Гэмпшир отменил ратификацию поправки 29 марта, и вновь ратифицировал её на следующий день, став 39-м штатом из одобривших поправку. 
40-м и пока последним штатом, который ратифицировал поправку, стала Алабама (11 апреля 2002). Остальные южные штаты поправку не ратифицировали. Для вступления в силу поправки ратификация остальных штатов не требуется.